# Together Till The End (album)
Together Till The End è il nono album in studio della band tedesca Mono Inc.
È stato pubblicato nel 2017.

## Accoglienza
L'album ha raggiunto il sesto posto nella classifica tedesca.

## Tracce
1. Boatman – 5:45
2. Potter's Field (Live Unplugged) – 4:13
3. Children of the Dark – 5:03
4. Rome Wasn't Built in a Day – 4:34
5. The Tide – 2:59
6. Across the Waves (Palast Mix) – 2:50
7. There Comes a Time (Back to Life) – 4:36
8. The Banks of Eden – 3:55
9. Across the Waves (Takatiktok Mix) – 3:53
10. Across the Waves – 3:09
11. Forever and a Day – 5:15
12. Out in the Fields – 4:06
13. Children of the Dark (Faderhead Remix) – 4:22
14. Together Till the End – 4:23
15. Forever and a Day (Infinity Remix) – 4:42
16. This Is My Life – 3:46
17. Eden (Reprise) – 3:02
18. This Is My Life (Kondensat Remix) – 4:27

## Componenti
- Martin Engler: voce
- Manuel Antoni: basso
- Carl Fornia: chitarra
- Katha Mia: percussioni, seconda voce